# George Reginald Geary

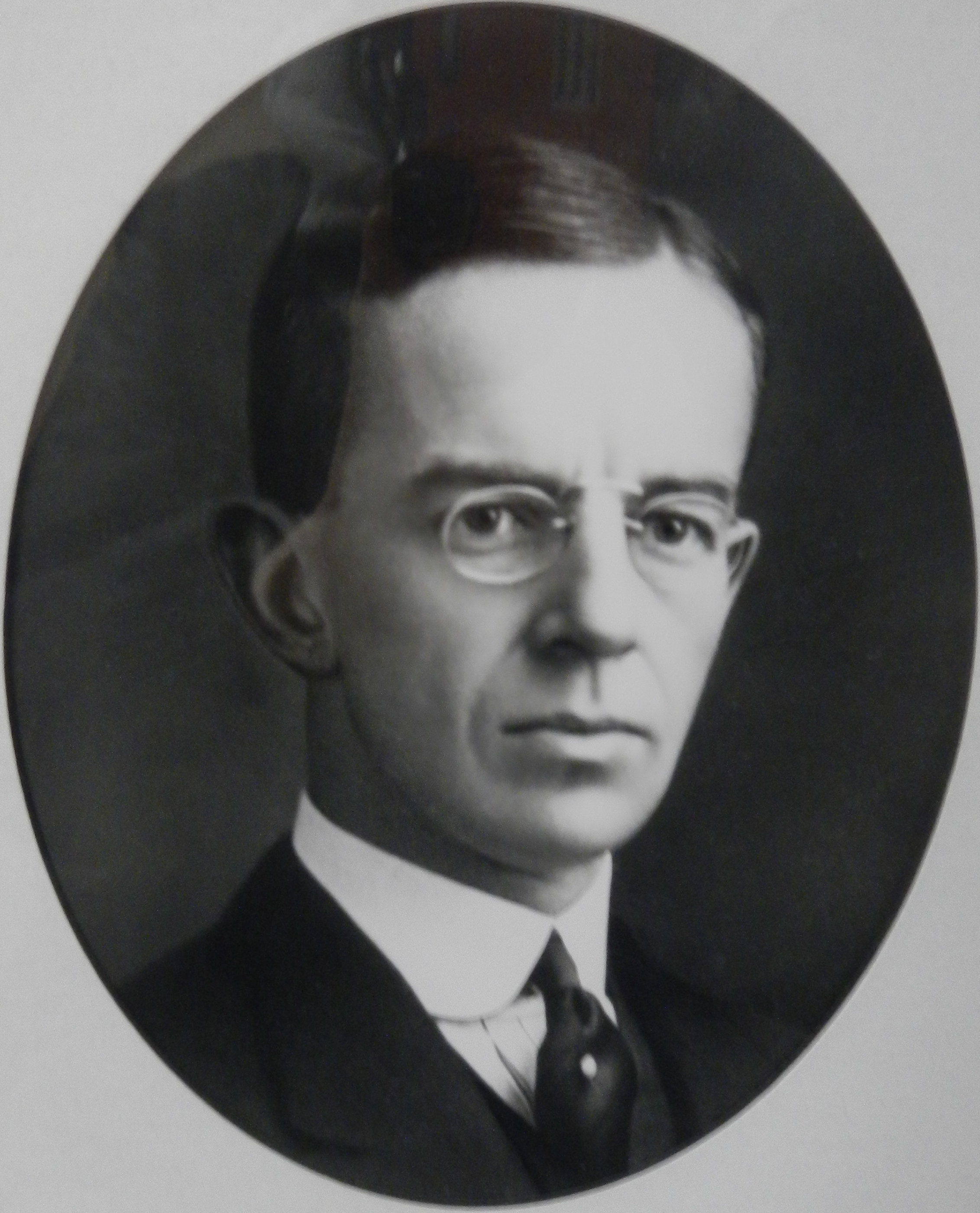
George Reginald Geary

George Reginald Geary (* 12. August 1873 in Strathroy, Ontario; † 30. April 1954 in Toronto) war Rechtsanwalt, Politiker und der 35. Bürgermeister von Toronto.

## Leben
George Geary besuchte die Privatschule Upper Canada College und studierte anschließend Jura an der University of Toronto. 1896 beendete er das Studium mit einem Abschluss. Bald darauf erwuchs sein Interesse für die Politik. 1904 wurde er Schulbeauftragter; in den Jahren 1905 bis 1907 war Geary Stadtrat. Daraufhin wurde er Beirat der Provinzverwaltung Ontarios. 1908 bewarb er sich auf als Bürgermeister von Toronto, scheiterte allerdings an Joseph Oliver. Zwei Jahre später konnte er sich in der Wahl behaupten und hielt das Bürgermeisteramt von Januar 1910 bis Januar 1912 inne. Während seiner Amtszeit warb er für die Pläne zum Neubau des Hafens.
Ab 1915 diente er im Ersten Weltkrieg. Er wurde mit dem Military Cross ausgezeichnet und erhielt von der französischen Regierung das Kreuz der Ehrenlegion sowie das  Croix de guerre. Am 24. März 1919 verließ er die Armee.
1925 wurde er als Mitglied der Konservativen Partei zum Mitglied des Unterhauses gewählt und behielt dieses Amt bis 1935. Im Kabinett von Premierminister Richard Bedford Bennett war er vom 14. August bis zum 22. Oktober 1935 der 21. Justizminister Kanadas. Im selben Jahr wurde er Mitglied des Kanadischen Kronrates.
Geary starb 1954 im Alter von 80 Jahren und wurde im St.-James-Friedhof beigesetzt.